# دارک سولز (فیلم)
دارک سولز (انگلیسی: Dark Souls) فیلمی در ژانر ترسناک است.